# Едита Карадьоле
Едита Карадьоле (родена през 1937 година в Имотски, Хърватия) е хърватска актриса. В България е по-известна с ролята на баба Цвитка в хърватския сериал „Изборът на Лара“.

## Биография
Когато е на три години, баща ѝ Мато Карадьоле умира. Малката Едита отива в Загреб, където за нея да се грижи леля ѝ Мери, тъй като майка ѝ изпитва затруднения да се грижи сама за нея и сестра ѝ Ядранка. Години по-късно Ядранка се премества с майка си в Сараево, а след Втората световна война и в Белград, но това не попречва на Едита да ги посещава.
Ученичка в основното училище, Едита пее солови партии в местна църква. Не след дълго започва да се занимава и с рецитиране, което поражда любовта ѝ към поезията. Среща се с Добриша Цесарич, дружи с Тончи Марович и Ранко Маринкович.
Преди да учи актьорско майсторство в Академията за драматични изкуства в Загреб, учи химия в Техническия факултет. Самата актриса признава, че са я уверили, че бъдещето ѝ е в химичната лаборатория. Оставя актьорството настрана и не се явява на приемен изпит, макар и учила за него цяло лято. Въпреки всичко на следващата година се явява на изпита с „Баладите на Петрица Керемпух“ и го преминава успешно.
Първата си професионална роля, на Ясна в „Звездите са вечни“, получава през 1960 година в риекски театър. Участва в сериала „Капелски кресови“ през 1976 година и във филмите „Вјежбање живота“ (1991) и „The Sands of Time“ (1992). Съпругът ѝ, сплитчанин, ѝ помага да научи сплитския говор за сериала „Изборът на Лара“, където изиграва ролята на баба Цвитка, майка на Нела Златар (Еция Ойданич). Снима се в сериала „Дубровнишка зора“.
През 2013 година получава награда за цялостно творчество от заместник-министъра на културата Владимир Стоисавлевич на церемония в Хърватския народен театър. Отново през 2013 година, на шестнадесетото издание на театралния фестивал „Петър Кочич“, получава награда за ролята си в постановката „Дабогда те мајка родила“.

## Личен живот и семейство
През 1964 година се омъжва за актьора Ненад Шегвич, от когото има син на име Олег, роден същата година в Мостар. Запознава се с Ненад на представление в Баня Лука.
През 1988 година синът ѝ се жени. Скоро на бял свят се появява внучка ѝ Тияна. През 1996 година се ражда Карла, втората ѝ внучка.
2004 година е трагична година за семейството ѝ: Тияна загива, блъсната от автомобил. Оттогава всяка година на Международния фестивал за малка сцена Ненад посвещава представление на нелепо загиналото момиче.